# 七叉镇
七叉镇是中国海南省昌江黎族自治县下辖的一个镇，位于昌江以南16千米，地理位置为东经109.07214度，北纬19.11766度。

## 歷史沿革
1935年至1960年，该镇曾先后划给白沙县、东方县（小）辖，1961年新置昌江县后，复归其辖。1961年6月设立七差公社，1967年改为红卫公社，1983年改为七差区公所，1987年建立七差乡人民政府。2002年7月乡镇行政区划调整时，王下乡并入七差乡，因七差乡之差字含义不雅，设镇时取谐音叉而定名七叉镇。2006年10月复置王下乡。 

## 行政区划
七叉镇共辖9个行政村，分别是：
红峰村、乙洞村、尼下村、乙在村、乙劳村、大仍村、大章村、重合村、七叉村。